# Drosophila alagitans (artundergrupp)
Drosophila alagitans är en artundergrupp som består av sex arter. Artundergruppen ingår i släktet Drosophila, undersläktet Sophophora och artgruppen Drosophila willistoni.
Arterna inom artundergruppen hittas främst i Centralamerika, norra Sydamerika och Karibien. Det största undantaget från denna trend är Drosophila alagitans som finns i både centrala delar av Mexico och i södra Brasilien.

## Lista över arter i artundergruppen

### Artkomplexetalagitans
- Drosophila alagitans

### Övriga arter
- Drosophila capnoptera
- Drosophila megalagitans
- Drosophila neoalagitans
- Drosophila neocapnoptera
- Drosophila pittieri